# Campionati italiani estivi di nuoto 1991
I Campionati italiani estivi di nuoto 1991 si sono svolti a Pesaro dall'8 all'11 giugno. È stata utilizzata la vasca da 50 metri.

## Podi

### Uomini
| Evento               | Oro                                                                                  | Tempo    | Argento               | Tempo    | Bronzo                      | Tempo    |
| Stile libero         |                                                                                      |          |                       |          |                             |          |
| 50 m                 | René Gusperti                                                                        | 23"38    | Guerrato              | 23"53    | Alessandro Cecchini         | 23"58    |
| 100 m                | Emanuele Idini                                                                       | 51"79    | Simone Dini           | 52"37    | Antonio Consiglio           | 52"53    |
| 200 m                | Giorgio Lamberti                                                                     | 1'49"17  | Roberto Gleria        | 1'50"97  | Emanuele Idini              | 1'51"52  |
| 400 m                | Giorgio Lamberti                                                                     | 3'52"14  | Roberto Gleria        | 3'56"88  | Piermaria Siciliano         | 3'56"90  |
| 1500 m               | Massimiliano Bensi                                                                   | 15'38"14 | Stefano Rubaudo       | 15'43"79 | Davide Giocchino            | 15'44"29 |
| Dorso                |                                                                                      |          |                       |          |                             |          |
| 100 m                | Emanuele Merisi                                                                      | 58"04    | Stefano Battistelli   | 58"46    | Giuseppe Tiano              | 58"57    |
| 200 m                | Emanuele Merisi                                                                      | 2'02"07  | Stefano Battistelli   | 2'02"19  | Luca Bianchin               | 2'03"46  |
| Rana                 |                                                                                      |          |                       |          |                             |          |
| 100 m                | Andrea Cecchi                                                                        | 1'02"66  | Francesco Postiglione | 1'04"45  | Lorenzo Carbonari           | 1'04"47  |
| 200 m                | Andrea Cecchi                                                                        | 2'17"10  | Francesco Postiglione | 2'20"42  | Fabio Fusi                  | 2'21"19  |
| Farfalla             |                                                                                      |          |                       |          |                             |          |
| 100 m                | Leonardo Michelotti                                                                  | 54"78    | Marco Braida          | 55"63    | Luca Belfiore               | 56"51    |
| 200 m                | Marco Braida                                                                         | 2'00"54  | Andrea Palloni        | 2'02"26  | Roberto Cassio              | 2'03"25  |
| Misti                |                                                                                      |          |                       |          |                             |          |
| 200 m                | Luca Sacchi                                                                          | 2'05"01  | Lorenzo Benucci       | 2'07"44  | Roberto Cassio              | 2'08"81  |
| 400 m                | Luca Sacchi                                                                          | 4'23"56  | Dimitri Ricci         | 4'28"16  | Andrea Palloni              | 4'28"53  |
| Staffette            |                                                                                      |          |                       |          |                             |          |
| 4x100 m stile libero | Leonessa Nuoto Roberto Gleria Giorgio Lamberti Leonardo Michelotti Antonio Consiglio | 3'26"23  | Fiamme Gialle         | 3'28"44  | Sisport Fiat                | 3'31"60  |
| 4x200 m stile libero | Leonessa Nuoto Roberto Gleria Antonio Consiglio Giorgio Lamberti Leonardo Michelotti | 7'29"73  | Fiamme Gialle         | 7'32"19  | Centro Sportivo Carabinieri | 7'46"47  |
| 4x100 m mista        | Aurelia Nuoto                                                                        | 3'51"66  | Fiamme Gialle         | 3'52"26  | Leonessa Nuoto              | 3'52"99  |

### Donne
| Evento               | Oro                                                                                            | Tempo   | Argento                    | Tempo   | Bronzo              | Tempo   |
| Stile libero         |                                                                                                |         |                            |         |                     |         |
| 50 m                 | Cristina Chiuso                                                                                | 26"44   | Viviana Susin              | 26"70   | Cecilia Vianini     | 26"80   |
| 100 m                | Viviana Susin                                                                                  | 57"97   | Cecilia Vianini            | 58"33   | Nadia Pautasso      | 58"40   |
| 200 m                | Cecilia Vianini                                                                                | 2'04"08 | Cristina Sossi             | 2'04"67 | Manuela Melchiorri  | 2'04"85 |
| 400 m                | Cristina Sossi                                                                                 | 4'13"76 | Manuela Melchiorri         | 4'18"16 | Francesca Ferrarini | 4'18"85 |
| 800 m                | Cristina Sossi                                                                                 | 8'35"91 | Manuela Melchiorri         | 8'42"85 | Francesca Ferrarini | 8'48"76 |
| Dorso                |                                                                                                |         |                            |         |                     |         |
| 100 m                | Lorenza Vigarani                                                                               | 1'04"09 | Sabrina Cocchi             | 1'04"89 | Silvia Revelant     | 1'05"48 |
| 200 m                | Lorenza Vigarani                                                                               | 2'15"17 | Laura Savarino             | 2'18"51 | Sabrina Cocchi      | 2'19"16 |
| Rana                 |                                                                                                |         |                            |         |                     |         |
| 100 m                | Manuela Dalla Valle                                                                            | 1'12"61 | Elena Donati               | 1'13"47 | Rossella Pescatori  | 1'14"03 |
| 200 m                | Manuela Dalla Valle                                                                            | 2'33"97 | Elena Donati               | 2'35"56 | Rossella Pescatori  | 2'37"19 |
| Farfalla             |                                                                                                |         |                            |         |                     |         |
| 100 m                | Ilaria Tocchini                                                                                | 1'01"87 | Elena Morgantini           | 1'04"10 | Cinzia Buzzola      | 1'04"82 |
| 200 m                | Ilaria Tocchini                                                                                | 2'14"58 | Elena Morgantini           | 2'17"50 | Cinzia Buzzola      | 2'19"00 |
| Misti                |                                                                                                |         |                            |         |                     |         |
| 200 m                | Ilaria Tocchini                                                                                | 2'19"44 | Lara Bianconi              | 2'20"28 | Monica Pavanello    | 2'21"97 |
| 400 m                | Annalisa Nisiro                                                                                | 4'55"69 | Francesca Ferrarini        | 4'55"79 | Monica Pavanello    | 4'56"38 |
| Staffette            |                                                                                                |         |                            |         |                     |         |
| 4x100 m stile libero | Rari Nantes Calpeda Veneto Giulia Gallon Caterina Borgato Lucia Massa Barbara Dall'Acqua       | 3'56"96 | Libertas Sa-Fa Torino      | 3'58"51 | Aurelia Nuoto       | 3'58"96 |
| 4x200 m stile libero | Libertas Sa-Fa Torino Raffaella Previtera Mara Data Nadia Pautasso Ilaria Sciorelli            | 8'27"80 | Rari Nantes Calpeda Veneto | 8'27"95 | Fiorentina Nuoto    | 8'30"14 |
| 4x100 m mista        | Circolo Canottieri Aniene Elena Morgantini Gaia Maselli Cristina Quintarelli Francesca Pangaro | 4'26"22 | Fiorentina Nuoto           | 4'23"26 | Aurelia Nuoto       | 4'26"43 |

### Classifiche per società

#### Maschile
| Pos.    | Società | Pti |
| ------- | ------- | --- |
| Oro     |         |     |
| Argento |         |     |
| Bronzo  |         |     |
| 4.      |         |     |
| 5.      |         |     |
| 6.      |         |     |
| 7.      |         |     |
| 8.      |         |     |
| 9.      |         |     |
| 10.     |         |     |

#### Femminile
| Pos.    | Società | Pti |
| ------- | ------- | --- |
| Oro     |         |     |
| Argento |         |     |
| Bronzo  |         |     |
| 4.      |         |     |
| 5.      |         |     |
| 6.      |         |     |
| 7.      |         |     |
| 8.      |         |     |
| 9.      |         |     |
| 10.     |         |     |